# Les Combattants du ciel
Les Combattants du ciel (Air Warriors) est une série documentaire américaine qui étudie les aéronefs de guerre emblématiques des USA.

## Épisodes[1]
5 séries de 3 épisodes ont été produites.

### Saison 1 (2014)
| n°  | Titre  | Appareil     | Autres appareils cités | Première diffusion |
| --- | ------ | ------------ | ---------------------- | ------------------ |
| 101 | F-15   | F-15 Eagle   | F-117 B-2 MIG-29 F-22  | 9 novembre 2014    |
| 102 | Apache | AH-64 Apache | Huey Cobra Cheyenne    | 16 novembre 2014   |
| 103 | Osprey | V-22 Osprey  | Huey C-130 CH-46 F-15  | 23 novembre 2014   |

### Saison 2 (2015)
| n°  | Titre           | Appareil                     | Autres appareils cités                                                           | Théatres d'opérations cités | Première diffusion |
| --- | --------------- | ---------------------------- | -------------------------------------------------------------------------------- | --- | ------------------ |
| 201 | A-10            | A-10 Thunderbolt II          | AC-130 MC-12 B-1 AH-56 YA-9 F-15E F-16 F-35                                      | 1. Opération Liberté immuable 2. Seconde Guerre mondiale 3. Guerre de Corée 4. Guerre du Viêt Nam 5. Guerre froide 6. Opération Tempête du désert 7. Guerre du Kosovo 8. opération liberté irakienne | 27 septembre 2015  |
| 202 | Prowler/Growler | EA-6B Prowler EA-18G Growler | U-2 SA-2 EA-6A electric intruder EA-3 F-105 wild weasel Tornado F-117 F-15E SA-6 | 1. Opération Odyssey Dawn 2. Seconde Guerre mondiale 3. Guerre froide 4. Guerre du Viêt Nam | 9 novembre 2014    |
| 203 | Blackhawk       | UH-60 Blackhawk              | UH-1                                                                             | 1. Operation Hammer Down 2. Guerre du Viêt Nam 3. Invasion de la Grenade 4. Opération Tempête du désert 5. Bataille de Mogadiscio 6. Opération Liberté irakienne 7. Opération Neptune's Spear        | 11 octobre 2015    |

### Saison 3 (2015)
| n°  | Titre   | Appareil             | Autres appareils cités         | | Première diffusion |
| --- | ------- | -------------------- | ------------------------------ | --- | ------------------ |
| 301 | C-17    | C-17 Globemaster III | C-5 C-130 C-141 C-123 C-7 F-18 | 1. Opération liberté irakienne 2. Pont aérien de Berlin 3. Guerre du Kosovo 4. Opération liberté immuable 5. Opération enduring freedom | 18 octobre 2015    |
| 302 | Drones  | Drones               |                                | | 25 octobre 2015    |
| 303 | Chinook | CH-47 Chinook        |                                | | 1er novembre 2015  |

### Saison 4 (2016)
| n°  | Titre | Appareil             | Autres appareils cités | Première diffusion |
| --- | ----- | -------------------- | ---------------------- | ------------------ |
| 401 | F-16  | F-16 fighting Falcon |                        | 12 juin 2016       |
| 402 | P-51  | P-51 Mustang         |                        | 19 juin 2016       |
| 403 | B-52  | B-52 Stratofortress  |                        | 26 juin 2016       |

### Saison 5 (2017)
| n°  | Titre   | Appareil                                 | Autres appareils cités                                                             | Première diffusion |
| --- | ------- | ---------------------------------------- | ---------------------------------------------------------------------------------- | ------------------ |
| 501 | Harrier | Hawker Siddeley Harrier AV-8B Harrier II | XFY XFV X-13 short sc.1 Balzac v A-4 F-18 F-35B                                    | 14 mai 2017        |
| 502 | KC-135  | KC-135 Stratotanker                      | F-16 B-50 KB-29M KB-50 KC-97 B-52 DASH 80 F-104 A-3 F-8 KC-10 F-4 C-141 F-15 KC-46 | 21 mai 2017        |
| 503 | U2      | U-2 Dragon Lady                          | ISS B-57 MIG-15 MIG-17 SA-2 SR-71 F-18 RQ-4                                        | 28 mai 2017        |